# 47º Battaglione trasmissioni "Gennargentu"
Il Battaglione trasmissioni "Gennargentu" è un reparto dell'Esercito Italiano con sede a Cagliari nella caserma S.Ten. Alberto Riva Villa Santa, dipendente dal Comando Trasmissioni dell'Esercito.

## Storia

### Origini e Prima Guerra Mondiale
I primi documenti ufficiali dove viene menzionata la 47ª Compagnia Genio Telegrafisti è nell'Ordine di Battaglia 24 ottobre 1918 del Ten. Gen. Armando Diaz, durante la battaglia di Vittorio Veneto, la compagnia era inquadrata nelle truppe suppletive del XIII Corpo D'Armata.

### Seconda Guerra Mondiale
Il 15 settembre 1939 viene costituita a Bari la 47ª Divisione fanteria "Bari", su 139º e 140º Reggimento fanteria "Bari" e 47º Reggimento artiglieria "Bari", la 47ª Compagnia mista telegrafisti/marconisti era inquadrata nei supporti della Divisione.
Nell'ottobre 1940 la "Bari" venne inviata sul fronte greco-albanese, assegnata all'11ª Armata (VIII Corpo d'Armata). I reggimenti vi giunsero separatamente uno dopo l'altro, la compagnia raggiunse il 2-3 novembre la zona di Leskoviku. Le unità furono immediatamente coinvolte in pesanti scontri con i reparti greci, che tentavano di prendere il controllo di Ponte Perati e che il 20 novembre costrinsero infine gli italiani a ripiegare su Leskoviku e Tserke. I reggimenti della "Bari" e le 47ª Compagnia mista telegrafisti/marconisti si ricongiunsero così il 21 novembre nel settore Perati-Prëmet, schierati a sbarramento della Val Vojussa, dove a metà dicembre furono investiti da violenti attacchi, che respinsero con arditi contrattacchi. Nel gennaio 1941 i greci riuscirono ad infiltrarsi tra le posizioni italiane, costringendo la divisione ad abbandonare le posizioni di Ponte Klisura e ad arretrare sugli abitati di Cuica Fecit, Panari e Bali. Essa resistette fino al 29 gennaio, quando fu sostituita dalla 51ª Divisione fanteria "Siena" e si trasferì a Raskovec, nelle retrovie, per riordinarsi, ricevendo in organico la 152ª Legione CC.NN. "Acciaiata". Tornò in prima linea il 9 marzo, schierata sul costen di Bregu Scialesit tra la 38ª Divisione fanteria "Puglie" e la 59ª Divisione fanteria "Cagliari".
Dal 12 marzo la divisione fu impegnata in operazioni offensive contro le posizioni di Proi Math, Monastir e Bregu Rapit, che si protrarranno senza essere risolutive fino al 23, quando la divisione, a causa delle perdite subite, venne inviata nelle retrovie per riorganizzrsi. All'inizio della seconda offensiva italiana di aprile 1941, la "Bari" venne assegnata alla riserva dell'VIII Corpo d'Armata e schierata sulla rotabile Chiaf-Chiciocut, per partecipare all'avanzata prima lungo la Val Desnizzes e poi lungo la Valle Vojussa, sempre contrastata dalle retroguardie nemiche. Tra il 20 ed il 23 aprile sostenne gli ultimi combattimenti per raggiungere Ponte Perati. Alla fine delle operazioni venne schierata sul confine greco-albanese tra Tsarapiana e Konica e partecipò ad operazioni di rastrellamento.
Nell'aprile 1943 la divisione venne infine assegnata alla difesa costiera del settore di Oristano, in Sardegna. Nello stesso anno la compagnia venne trasferita a Bortigali per dare vita alla prima radio libera, Radio Sardegna.

### Dopoguerra
Nel dopoguerra la compagnia viene messa alle dipendenze del Comando Militare Sardegna della Sardegna cambiando nome in "Compagnia collegamenti". Nel 1953, con la separazione dell'arma delle Trasmissioni dal Genio, la Compagnia Collegamenti del Comando Militare della Sardegna cambia denominazione in Compagnia Trasmissioni, restando alle dipendenze del Comando Militare della Sardegna, il 1º ottobre 1957 cambierà dipendenza e diventerà 3ª Compagnia del XLIV Battaglione Trasmissioni di Roma alle dipendenze del VIII Comando Militare Territoriale.
Nel 1964, la compagnia torna sotto il comando del Comando Genio e Trasmissioni del Comando Militare della Sardegna, perde la denominazione di 3ª Compagnia, e diventa Compagnia Trasmissioni del Comando Militare della Sardegna.
Con circolare 350/151 del 4 agosto 1975 dello Stato Maggiore dell'Esercito, viene imposto il cambiamento di denominazione dal 15 novembre 1975 riprendendo il numero e diventa 47ª Compagnia Trasmissioni.
Il 1º gennaio 1976, la 47ª Compagnia Trasmissioni, dato l'organico di sottufficiali e truppa elevato, fornì la maggior parte del personale per la formazione del 151º Battaglione fanteria "Sette Comuni", che ereditò la bandiera di guerra del 151º Reggimento Fanteria "Sassari" disciolto in Trieste il 30 settembre 1975.
Il giorno 18 settembre del 1996, la Compagnia viene elevata al rango di Battaglione, riceve la bandiera di guerra e assume la denominazione di 47º Battaglione Trasmissioni "Gennargentu", comandato dal Magg. Filippo Tindaro Spinella e articolato su 4 compagnie - Compagnia Gestione Reti TLC, Compagnia Centri Trasmissioni, Compagnia Comando e Servizi, con sede a Cagliari, Compagnia Supporti Campali con sede a Nuoro. Esso fu inquadrato in seno al Comando C4-IEW sito in Anzio, che svolge i compiti assimilabili ai Comandi Operativi Intermedi delle Forze di Proiezione.
Il Battaglione viene disciolto e il personale viene inquadrato in un battaglione trasmissioni di nuova concezione che prende il nome di Battaglione "Gennargentu". Perde la Bandiera di Guerra che viene consegnata al Sacrario delle bandiere di guerra del Vittoriano. Il nuovo battaglione viene in seguito inquadrato nel 3º Reggimento Trasmissioni, con sede in Roma e perde completamente la componente campale.
Attualmente il Battaglione è costituito da un Comando di Battaglione retto da un Tenente Colonnello, la 47ª Compagnia Trasmissioni che gestisce il Centro Sistemi di bacino, una Compagnia Comando e Supporto logistico e un Plotone Trasmissioni di Supporto Areale per la gestione e manutenzione della rete tlc.
Ancora oggi il Battaglione "Gennargentu" fornisce oltre che il supporto nazionale il personale, Sottufficiali e Volontari, per diverse missioni internazionali, dove si renda necessaria la presenza di personale dell'Arma delle Trasmissioni in possesso di un alto profilo professionale.
In data 6 settembre 2024 prende il comando del Reparto la prima Comandante donna Molisana ,il Ten.Col. Lucia Ricci originaria di San Giuliano del Sannio (Campobasso). 

## Insegne e Simboli

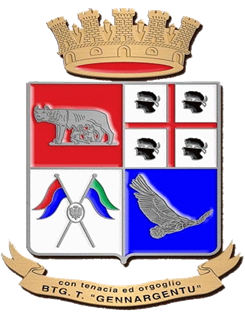
Stemma araldico del 47° Battaglione Trasmissioni

- Stemma araldico del 47° Battaglione TrasmissioniIl battaglione indossa il fregio dell'Arma delle Trasmissioni con un disco metallico posto nella bomba fiammeggiante recante il numero 3, come tutto il personale del 3º Reggimento Trasmissioni. Il fregio delle Trasmissioni denuncia la sua nascita dall'Arma del Genio per la presenza delle asce incrociate. L'insegna è completata da scariche elettriche e da un'antenna radio circolare a sei braccia posta sotto la bomba fiammeggiante.
- Le mostrine del battaglione sono le fiamme a due punte azzurro elettrico con bordo amaranto; alla base della mostrina si trova la stella argentata a 5 punte bordata di nero, simbolo delle forze armate italiane
- Lo stemma araldico del Reparto è di tipo sannitico inquadrato. Nel primo quarto in alto a sinistra, di colore rosso, è rappresentata la lupa simbolo della città di Roma, a ricordo del 44º Battaglione Trasmissioni "Penne" di cui la 3ª Compagnia faceva parte. Nel secondo quarto in alto a destra sono rappresentati i Quattro mori aragonesi rivolti a sinistra, simbolo della regione Sardegna dove la 47ª Compagnia è stata trasferita dalla fine delle 2ª Guerra mondiale. Nel terzo quarto in basso a sinistra sono rappresentate, su sfondo bianco, le bandiere delle città di Cagliari e Nuoro incrociate su di uno scudo riportante un'aquila, la prima sede storica della Compagnia e in seguito del comando del Battaglione, e la seconda sede della Compagnia di Supporto Campale. Nel Quarto riquadro in basso a destra è rappresentato il grifone sardo, rapace endemico del Gennargentu.

## Festa del Battaglione Gennargentu
- La festa del battaglione si svolge il 24 giugno, anniversario della battaglia del solstizio del 1918.

## Armi e mezzi in dotazione

### Armamento
- Beretta 92 cal.9
- Fucile d'assalto "AR 70/90" cal. 5,56
- Fucile d'assalto "SC 70/90" cal. 5,56
- Arma di reparto "MINIMI" cal. 5,56
- Arma di reparto "MG 42/59" cal. 7,62 NATO
- OD 82/SE
- SRCM Mod. 35

### Mezzi
- Land Rover AR 90
- VM 90T
- VM 90 Ambulanza
- IVECO ACL90

### Mezzi delle trasmissioni
- Ponte Radio Digitale VHF di piccola capacità
- Stazione Radio SRT - 478
- Radio SDR HH
- Sistema radio UHF LMR - TOM2
- Ponte Radio ad alta capacità con riflessione troposferica
- Ponte Radio Satellitare a media capacità DVB
- Ponte Radio ad alta capacità MH155